# Diario di una schiappa - La legge dei più grandi (film 2022)
Diario di una schiappa - La legge dei più grandi (Diary of a Wimpy Kid: Rodrick Rules) è un film d'animazione del 2022 diretto da Luke Cormican.

## Trama
Greg deve restare a casa per tutto il fine settimana con la sola compagnia di Rodrick, il quale subito escogita il piano di invitare gli amici e gli studenti del suo liceo. Il protagonista e Rowley  decidono di aiutarlo e una volta finite le decorazioni, i due vengono chiusi in cantina, dopo che Rodrick aveva chiesto loro di portare su un tavolino, per poi fare loro un dispetto. Mentre gli amici del ragazzo vanno a casa di Greg per dare inizio la festa, quest'ultimo decide di fare delle foto da mostrare ai suoi genitori. Il giorno seguente Rodrick e Greg devono pulire la casa dopo che Frank e Susan li chiamano per avvertirli del fatto che stanno per arrivare a casa perché Manny si è ammalato. Una volta finito tutto, Frank propone a Greg e Rodrick di andare alla casa di riposo dove abita il loro nonno. Così quest'ultimo trova dei mammadollari tra i giochi da tavolo. Greg è costretto ad andare in bagno, dopo che il fratello gli ha sputato il latte sui pantaloni mentre giocavano a un gioco il cui scopo era quello di cercare di trattenere le risate. Ma il protagonista entra per sbaglio nel bagno delle signore, dove tre vecchiette iniziano a dargli la caccia. Una volta seminate per miracolo le anziane, il nonno racconta a Greg che i suoi figli, da bambini non andavano d'accordo, così quest'ultimo riflette sul suo pessimo rapporto con Rodrick e Manny. Il mattino seguente, Rowley dice all'amico che fra poco c'è il progetto di scienze e quest'ultimo si accorge di non averlo fatto, così va da Rodrick il quale, in cambio di 100 mammadollari gli dà un suo vecchio progetto scolastico. Greg sulle prime è sollevato, ma una volta arrivato a scuola scopre, con suo orrore, che è un progetto in cui Rodrick aveva preso un brutto voto. Una volta ritornato a casa il protagonista, infuriato, si lamenta con il fratello per il progetto e gli ordina di ridare i suoi mammadollari, altrimenti avrebbe mostrato le foto della festa. Quest'ultimo cede, ma Greg finisce comunque per mostrare per errore le foto della festa a Susan dopo un'involontaria colluttazione con Rodrick. Sia la donna che Frank, infuriati, li mettono in punizione e li spediscono a lavare i piatti. Rodrick, per ripicca, ruba il diario di Greg e minaccia di raccontare di quanto accaduto alla casa di riposo via cellulare, così quest'ultimo rincorre il fratello, ma tutto finisce quando Rowley per sbaglio invia la storia a tutti gli amici di Rodrick. A scuola, fortunosamente i compagni di scuola di Greg si congratula con il protagonista delle foto di cui hanno raccontato ai loro fratelli e sorelle. In mensa il protagonista fa gli autografi ai studenti e si sente una persona di successo. Ma Greg si ricorda di dover fare l'assistente allo spettacolo di Rowley, quando Bill Walter, il cantante solista dei Löded Diper, la band in cui suona Rodrick, gli chiede di fare il batterista al posto di suo fratello. Dopo vari talenti, i Löded Diper accettano Greg come batterista, rendendolo più popolare. Quest'ultimo inizialmente è felice del successo ottenuto ma cambia idea quando vede Rodrick piangere disperato, così Greg gli chiede a lui di fare da batterista al posto suo. A quel punto suona la batteria, permettendo ai Löded Diper di eseguire la loro canzone e far divertire il pubblico. I vincitori del talent show sono Rowley e Larry, ma i Löded Diper hanno raggiunto comunque la fama dopo che una scena in cui Susan balla sul palco durante l'esibizione è diventata virale. Alla fine di tutto, Greg e Rodrick vanno più d'accordo.

## Distribuzione
Il film è stato distribuito sulla piattaforma Disney+ a partire dal 2 dicembre 2022.

## Accoglienza

### Critica
Sul sito di recensioni Rotten Tomatoes, il film ha un indice di gradimento dell'50% delle recensioni positive, sulla base di 10 recensioni, con un voto medio di 5.6/10.

## Sequel
Un sequel, intitolato Diario di una schiappa a Natale - Si salvi chi può! e basato sul sesto libro della serie, è stato distribuito su Disney+ l'8 dicembre 2023.